# رايموند هيريرا
رايموند هيريرا (بالإنجليزية: Raymond Herrera)‏ هو طبال أمريكي، ولد في 18 ديسمبر 1972 في لوس أنجلوس في الولايات المتحدة.

## وصلات خارجية
- رايموند هيريرا على موقع IMDb (الإنجليزية)
- رايموند هيريرا على موقع ميوزك برينز (الإنجليزية)
- رايموند هيريرا على موقع أول ميوزيك (الإنجليزية)
- رايموند هيريرا على موقع ديسكوغز (الإنجليزية)